# Neptune Orbiter
Con Neptune Orbiter si è indicata una proposta di una missione robotica interplanetaria per l'esplorazione del sistema di Nettuno della NASA. Era stato figurato che la missione potesse essere lanciata intorno al 2016 ed avrebbe impiegato dagli 8 ai 12 anni per raggiungere Nettuno. Al dicembre del 2009, tuttavia, il sito della NASA non fornisce più alcuna indicazione su possibili date di lancio.
Il Neptune Orbiter sarebbe stato progettato per rispondere a numerose domande che ancora coinvolgono il pianeta. I suoi principali obiettivi sarebbero stati lo studio dell'atmosfera di Nettuno, del suo sistema di anelli, dei suoi satelliti, prestando particolare attenzione a Tritone. Due piani di missione alternativi erano stati proposti rispettivamente dal Caltech e dal gruppo costituito da Boeing ed Università dell'Idaho.

## Panoramica di missione
Il Neptune Orbiter si sarebbe dovuto comporre di più componenti. L'elemento principale sarebbe stato un orbiter, che da un'orbita ellittica attorno al pianeta, avrebbe assolto ai principali obiettivi della missione: lo studio dell'atmosfera di Nettuno, dei suoi anelli e dei suoi satelliti naturali.

La sonda avrebbe inoltre rilasciato uno sciame di sonde atmosferiche che sarebbero penetrate nell'atmosfera del pianeta ed avrebbero potuto fornire informazioni sulle condizioni locali. Una proposta prevedeva che anche tra di esse ci fosse una sonda principale, affiancata da almeno tre sonde secondarie, dotate di un numero inferiore di strumenti.

Un ultimo elemento sarebbe stato dedicato allo studio di Tritone: un lander che avrebbe eseguito misurazioni in situ o un secondo orbiter che avrebbe mappato la superficie della luna.
La grande distanza di Nettuno dal Sole non permette l'impiego di pannelli solari. L'alimentazione della sonda avrebbe dovuto essere fornita attraverso tecnologia nucleare di nuova concezione. La propulsione sarebbe avvenuta attraverso propulsori elettrici. Ogni missione diretta verso Nettuno può avvantaggiarsi da un sorvolo ravvicinato di Giove, che può fornire (sfruttando l'effetto fionda) una spinta sufficiente a ridurre il combustibile necessario al viaggio. Ciò comporta la necessità, tuttavia, di rispettare opportune finestre di lancio che si presentano ogni 12 anni circa. È stata valutata la possibilità di lasciar catturare la sonda dal pianeta attraverso una manovra di aerofrenaggio.
Da un confronto con le missioni Galileo e Cassini-Huygens e considerando anche l'inflazione, è stato stimato un costo di 5 miliardi di dollari.